# محافظة تايهنغ
محافظة تايهونغ هي محافظة تقع في بيونغان الجنوبية، كوريا الشمالية.